# VARTA
Вижте пояснителната страница за други значения на Варта.
VARTA AG (акроним от немски: Vertrieb, Aufladung, Reparatur transportabler Akkumulatoren – буквално  „разпространение, презареждане и ремонт на преносими акумулатори“) е немска компания, произвеждаща батерии за глобалните автомобилни, индустриални и потребителски пазари.

## История
През 1887 г. Адолф Мюлер основава компанията „Busche&Muller“ в град Хаген, която през 1904 г. преминава като дъщерно дружество към Accumulatoren-Fabrik (AFA). Търговската компания на AFA, Varta, става световно известна. След Първата световна война VARTA заедно с AFA са придобити от немския индустриалец Гюнтер Кванд и индустриалеца и изпълнителен директор на VARTA д-р Карл Херман Родербург. След Втората световна война повечето от акциите на VARTA преминават от Гюнтер Кванд към неговия син, Херберт Кванд. Филиалът в Източен Берлин по-късно е завзет от окупационните съветски власти и е наречен BAE Batterien.
През 1977 г. бизнесът на VARTA AG е разделен от Херберт Кванд; операциите с батерии и пластмаси остават във VARTA AG, фармацевтичните и специалните химически бизнеси са прехвърлени към нова компания, наречена Altana, а електрическият бизнес е отделен в компания, наречена CEAG. Херберт Кванд оставя акциите на компанията на децата си.
През 2002 г. дейностите по потребителските батерии (с изключение на миниатюрните батерии) са продадени на Rayovac. Бизнесът с автомобилни акумулатори е купен от Johnson Controls. Бизнесът с миниатюрните батерии и домашно съхранение на енергия са купени от Montana Tech Components.
До 2006 г. VARTA AG е продала всичките си оперативни подразделения, а семейство Кванд са продали своите дялове. След това VARTA AG ликвидира останалите си активи, договори, пасиви и дялови участия, както и производството и продажбата на батерии VARTA. С продажбата на всички оперативни бизнес направления VARTA се сбогува с бизнеса с батерии след повече от 100 години. Базираното в Хановер поделение на VARTA продължава да съществува и се занимава с управлението на собствените си активи, както и с реализацията и обработката на активи, договори, пасиви и участия на компанията и нейните дъщерни дружества. Фондът за осигуряване VARTA и компанията за недвижими имоти Pertrix остават под шапката на VARTA.
На 19 октомври 2017 г. акциите на VARTA AG започват търгуване на фондовия пазар (Prime Standard). С цена на емисиите от 17,50 евро компанията има стойност от 668,5 млн. евро. На 2 януари 2019 г. американската компания Energizer Holdings, Inc поема контрола върху сегмента на потребителските батерии на VARTA. На 29 май 2019 г. VARTA AG подписва споразумение за придобиване на бизнеса с потребителски батерии VARTA за регионите на Европа, Близкия изток и Африка (включително производствените и дистрибуторски съоръжения в Германия) от Energizer Holdings, което е завършено на 2 януари 2020 г. Причината е, че Energizer трябва да продаде своя европейски бизнес под марката VARTA по нареждане на антитръстовите органи на ЕС.

## Продукти
- Батерии и други продукти, произведени от VARTA
- Poliflex акумулатор от Varta Microbattery
- Акумулатори
- Литиевойонен акумулатор
- Цинково-въглеродна батерия с дизайн от 70-те години
- Батерия от Pertrix
- Varta Pertrix 74, 15-волтова батерия
- Различни видове миниатюрни батерии
- Комбинирано зарядно устройство Varta с 2 акумулатора Varta NiCd (2100 mAh, AA)
- LED фенерче
- Слънчево зарядно устройство Varta 57082 с два Ni–MH акумулатора 2100 mAh